# سيمون هيلاري
سيمون هيلاري (بالإنجليزية: Simon Hillary)‏ هو لاعب اتحاد الرغبي أيرلندي، ولد في 16 يوليو 1992 في دبلن في جمهورية أيرلندا.